# Burwood (region)
Burwood är en region i Australien. Den ligger i delstaten New South Wales, i den sydöstra delen av landet, omkring 10 kilometer väster om delstatshuvudstaden Sydney. Antalet invånare är 35 298. Arean är 7,0 kvadratkilometer.
Följande samhällen finns i Burwood:
- Burwood Heights

Runt Burwood är det i huvudsak tätbebyggt. Runt Burwood är det mycket tätbefolkat, med 3 895 invånare per kvadratkilometer. Genomsnittlig årsnederbörd är 1 380 millimeter. Den regnigaste månaden är februari, med i genomsnitt 200 mm nederbörd, och den torraste är juli, med 36 mm nederbörd.